# Lessovi

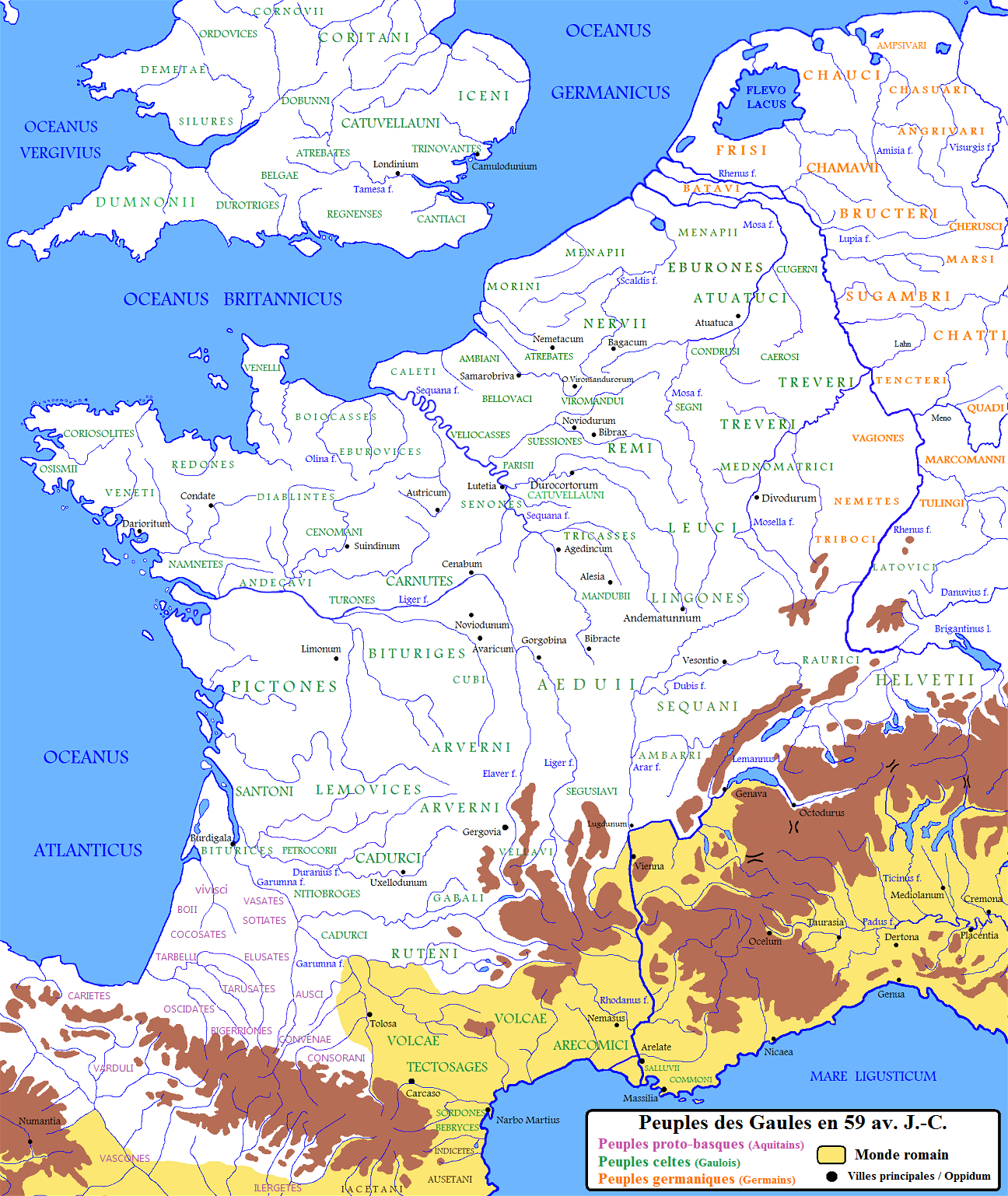
Le tribù galliche

I Lessovi (in latino Lexovii) erano una tribù gallica stanziata lungo la costa della Normandia, a sud della foce della Senna. Essi daranno il loro nome all'altopiano di Lieuvin e a Lisieux che, dopo la conquista della Gallia, diventerà città romana con il nome di Noviomagus ("Mercato nuovo"). Ancora oggi, in Francia, gli abitanti di Lisieux sono detti Lexoviens.
Il loro territorio era delimitato dai fiumi Dives e Risle, le colline della Perche e il mare.
Secondo Strabone, i Lessovi commerciavano con il sud del mediterraneo, la Gallia cisalpina e l'isola di Bretagna, scambiavano lo stagno e il piombo della Cornovaglia con il vino, l'olio ed altri prodotti del sud.

## Fonti
- R. E. Doranlo, « La Civitas des Lexovii et ses abornements », dans Revue des études anciennes, 1932, p. 159-181.
- Strabone, Geografia. Su LacusCurtius
  - (EN) iv, 3, 14, su penelope.uchicago.edu.
  -  iv, 3, 5, su penelope.uchicago.edu.